# Americké centrum
Americké centrum v Praze je americké kulturní a informační centrum Velvyslanectví USA v Praze. Od roku 2006 sídlí v budově Vratislavského paláce na Malá Straně, v ulici Tržiště 13 (v těsném sousedství Schönbornského paláce, ve kterém sídlí americké velvyslanectví).

## Činnost a aktivity
Činnost Centra je financována Ministerstvem zahraničí USA a spočívá ve zprostředkovávání informací o Spojených státech amerických, a to prostřednictvím knihovny, obsahující více než tisíc titulů o amerických dějinách, současné domácí politice, zahraniční politice, ekonomice, společnosti, právu apod., a studovny, v níž jsou veřejnosti k dispozici americké noviny a časopisy (i odborné) a online databáze amerických informačních zdrojů.
Pravidelně organizuje přednášky amerických akademiků a umělců, kulaté stoly, panelové diskuse, semináře a konference věnované americké historii, politice, vědě, technice i přírodním krásám USA. K pravidelným kulturním programům patří promítání amerických filmů a výstavy umělců spjatých se Spojenými státy. Centrum rovněž tak pořádá rovněž speciální programy pro školy a populárně-naučné programy ve spolupráci s Akademií věd ČR — v roce 2011 "Do kosmu s Krtkem" a v roce 2013 "Na řadě je Mars".
Americké centrum poskytuje přístup do virtuální knihovny eLibraryUSA, která zpřístupňuje 20 online databází zaměřených především na výuku angličtiny, studium, historii, kulturu, vědu, technologie, cestování a podnikání ve Spojených státech (např. English Language Learner, Encyclopædia Britannica, the Gale Virtual Reference Library, ebrary, Literature Resource Center nebo Filmakers Library Online).